# 克里米亞地方政府
克里米亞地方政府（俄语：Крымское краевое правительство）是1918年至1919年期間在克里米亞存在的一個地方政權。該政權的後盾是烏克蘭人民共和國，而烏克蘭的後盾是德意志帝國，地方政府是德國及烏克蘭軍隊在逐出俄羅斯布爾什維克軍隊之後創建的政權。1919年4月，紅軍再次攻占克里米亞半島，該政權解體。